# 諾基亞1011
諾基亞1011是諾基亞首款批量生產的GSM制式的行動電話。由於其上市日期為1992年10月11日，所以以1011作為其編號。
縱使諾基亞認為諾基亞 2110才是第一款能收發SMS的GSM電話，其實1011亦支援收發SMS。
諾基亞1011的後續型號為諾基亞 2110。